# Злобин, Степан Павлович
Степан Павлович Зло́бин (11 [24] ноября 1903, Москва, Российская империя — 15 сентября 1965, Москва, СССР) — русский советский писатель, поэт, педагог, лауреат Сталинской премии.

## Биография
Родился 11 (24) ноября 1903 года в Москве в семье участников революционного движения (отец — Павел Владимирович Злобин, мать — Лидия Николаевна Доброва-Ядринцева). Воспитывался бабушкой (родители были в тюрьме, затем в ссылке). В 12 лет отправился с отцом в Уфу, где их застала Первая мировая война. Когда отец должен был идти на фронт, сын опять попал к бабушке в Рязань, где учился в реальном училище.
Учась в 4-м классе реального училища он познакомился с нелегальной литературой, стал красногвардейцем. Затем его принимают в отряд матросов Балтики. Под псевдонимом Аргус печатает стихи в губернской газете, учится живописи в мастерской Ф. А. Малявина, поступает в театральную студию. После разгрома эсеров большевиками подвергся аресту, в Бутырской тюрьме заболел тифом. Отец взял сына на поруки.
С 1920 года в Москве работал статистиком, затем на продуктовом складе. Поступил учиться в промышленно-экономический техникум, из которого ушёл из-за болезни (туберкулез).
В 1921 году поступил учиться в Высший литературно-художественный институт имени В. Я. Брюсова, где увлекся языкознанием, психологией творчества.
На третьем курсе, в конце 1923 года, несколько месяцев лечился от туберкулёза в санаторной больнице «Высокие горы» под Москвой, а сразу по выходе в начале 1924 года был арестован и провёл более двух месяцев в одиночке Бутырской тюрьмы. Затем приговорён к ссылке в Уфу как сын члена ЦК партии правых эсеров и за связь с анархистом Андреем Никифоровичем Андреевым. Уже в ссылке, в декабре 1924 года, был исключён из института «по неуспеваемости».
В Уфе преподавал литературу и русский язык в школах 1-й ступени. Туберкулёз вновь обострился и заставил отказаться от преподавания. Злобин устроился работать статистиком в башкирский Госплан. Работая, он принимал участие в экспедициях по районам Башкирии, изучал башкирский язык, записывал песни, местные пословицы и предания, что пригодилось ему впоследствии при работе над романом «Салават Юлаев».

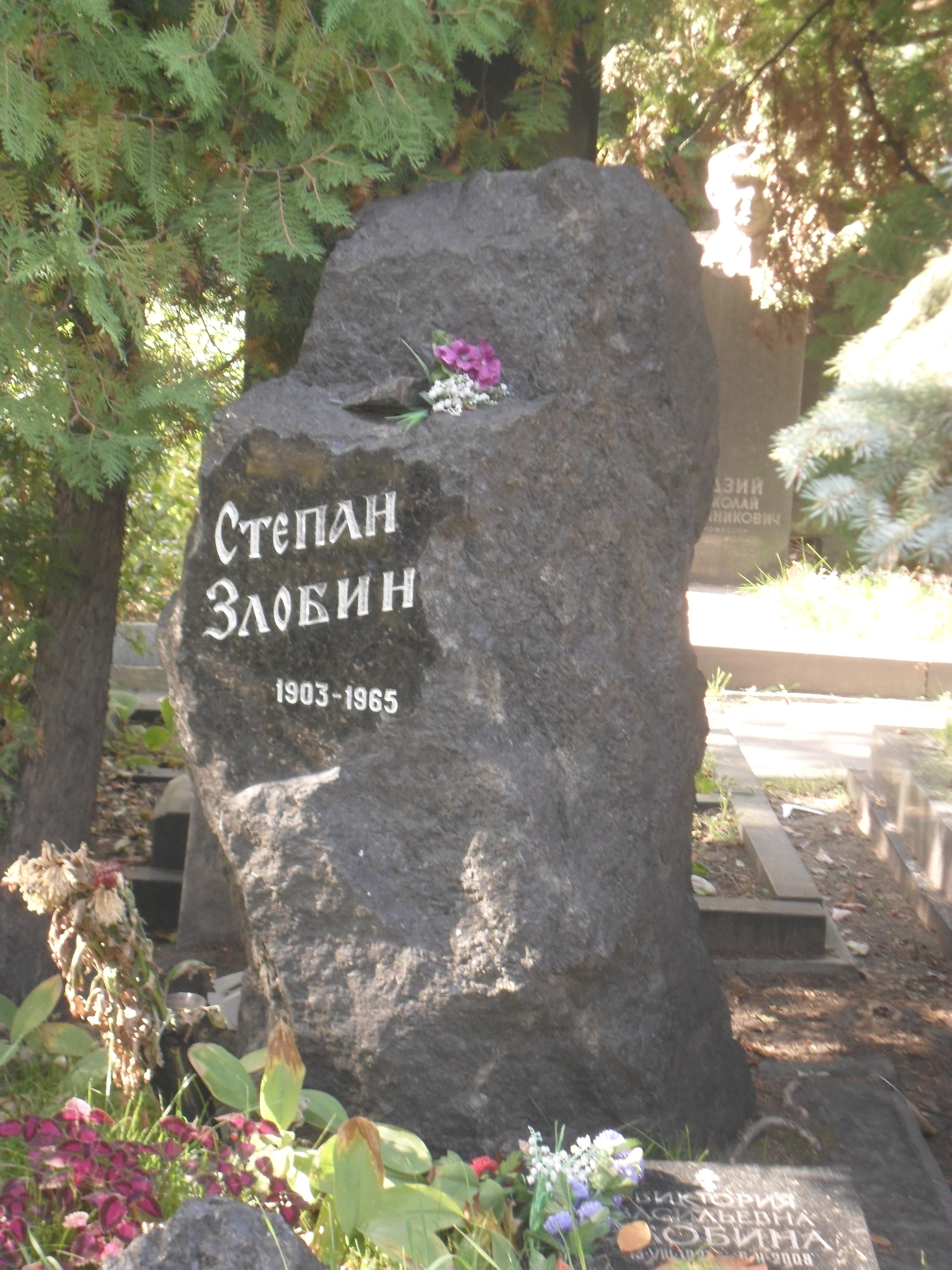
Могила Злобина на Новодевичьем кладбище Москвы.

В литературе дебютировал в 1924 году с детской сказкой в стихах. Роман «Дороги», написанный в 1925—1927 годах (о событиях на южном Урале в период с конца XIX в. и до 1927 года), был возвращён из набора из-за ужесточившейся литературной политики. Первый же исторический роман «Салават Юлаев» (1929) принёс ему успех; в 1940 году при участии жены Галины Спевак был снят одноимённый фильм «Салават Юлаев». Однако сам роман издательство «Молодая гвардия» отвергло, усмотрев в нём негативное изображение комсомола, однако это не помешало в дальнейшем издать данное произведение общим тиражом в 1,5 млн экземпляров. В 1930-е гг. Злобин вернулся к истории крестьянских восстаний XVII века. Работал на радио редактором детского вещания. В конце 1930-х стал председателем секции исторической литературы СП СССР.
За 2 недели до начала Великой Отечественной войны 3лобин окончил курсы для писателей, организованные при Военно-политической академии имени В. И. Ленина. Вступил в т. н. «писательскую роту» 8-й Краснопресненской дивизии народного ополчения, затем его перевели в 24-ю армию для работы в дивизионных газетах.
В окружении под Вязьмой, контуженный, с ранением в ногу попадает в немецкий плен и оказывается в Минском лазарете, где становится санинструктором в бараке для сыпнотифозных. К весне 1942 года готовит побег, сорвавшийся из-за предательства. Доставленный в кандалах на Эльбу, в Шталаг IV B/Z в городе Цайтхайн, Злобин содержится в нём с конца 1942 года по октябрь 1944 года, возглавляя подполье. При разоблачении этапируется вместе с тяжелобольными в польский лагерь недалеко от Лодзи (освобождён в январе 1945 года).
По возвращении с войны Злобин начал писать роман «Восставшие мертвецы» — о пребывании в плену, однако в 1946 году произведение было изъято и попало под цензуру. В 1948 году выпущен исторический роман «Остров Буян», а в 1951 году — историческая эпопея «Степан Разин». По воспоминаниям писателей, последний произвел сильное впечатление на И. В. Сталина, и в 1952 году при присуждении Злобину Сталинской премии, несмотря на напоминание Г. М. Маленкова, вождём был проигнорирован факт пребывания С. П. Злобина длительное время в фашистском плену.
Автобиографический роман «Пропавшие без вести» (1962) внёс значительный вклад в дело реабилитации бывших советских военнопленных. Остался незавершённым роман «Утро века» о событиях накануне революции 1905 г., написанный примерно до половины.
Умер 15 сентября 1965 года. Похоронен в Москве на Новодевичьем кладбище (участок № 6).

### Родственники
- отец — Павел Владимирович Злобин
- мать — Лидия Николаевна Доброва-Ядринцева
- сестра — Вера Павловна
- первая жена — Хана (Галина) Самойловна Спевак, соавтор (с мужем) сценария картины «Салават Юлаев» и пьесы «Степан Разин»;
  - сын — Наль Степанович Злобин
- вторая жена — Виктория Васильевна Злобина (1921—2008), двоюродная сестра.

## Книги и изданные произведения
- 1928 — «По Башкирии». Литературно-этнографические путевые заметки.
- 1928 — «11 дней плавучей республики». Повесть.
- 1929 — «Салават Юлаев». Исторический роман.
- 1931 — «Здесь дан старт». Роман.
- 1932 — «Пробужденные дебри». Книга очерков.
- 1948—1965 — «Остров Буян». Роман.
- 1951 — «Степан Разин».
- 1962 — «Пропавшие без вести». В 2-х книгах.
- 1967 — «По обрывистому пути» (первая часть романа «Утро века»).

## Награды и премии
- Сталинская премия первой степени (1952) — за роман «Степан Разин» (1951)
- орден Отечественной войны II степени

## Память
- В 1974 году, отмечая многолетний кропотливый труд писателя по художественному воплощению волнующих событий Крестьянской войны 1773—1775 годов в истории Башкортостана, улица Черноморская города Уфы переименована в улицу Степана Злобина
- В 2021 году решением Минского городского Совета депутатов одной из проектируемых улиц Минска было присвоено имя писателя Степана Злобина[6].